# Maison de Bourbon (Espagne)
Pour les articles homonymes, voir Bourbon et Borbon.
Ne pas être confondue avec la maison capétienne de Bourbon, de laquelle elle est issue. Pour les articles homonymes, voir Bourbon et Borbon.
 (août 2024).
En Espagne, la maison de Bourbon (Casa de Borbón en castillan, prononcé [boɾˈβ̞on]) est la dénomination officielle de la dynastie régnant sur le royaume depuis l'accession au trône de Philippe V, petit-fils agnatique de Louis XIV.
Outre-Pyrénées, traité en qualité de fils de France, le roi Philippe V avait été créé à sa naissance duc d'Anjou, d'où l'appellation fréquente de maison de Bourbon-Anjou (Casa de Borbón-Anjou), également utilisée s'agissant de sa descendance à la nationalité espagnole issue des mâles.
Issue de la maison de France, ou plus précisément du rameau des Bourbons, la branche succède en Espagne aux Habsbourg à la suite des victoires des partisans bourboniens durant la Guerre de Succession d'Espagne, en 1700. Deux fois rétablie au XIXe siècle (en 1813 et en 1874), la famille règne de nouveau sur le royaume espagnol depuis 1975, dans le cadre de la Troisième Restauration. Le souverain actuel est Felipe VI, roi d'Espagne depuis 2014.
Depuis la mort d'Henri d'Artois sans héritiers en 1883, cette branche est devenue la branche aînée de la maison de Bourbon.

## Les Bourbons en Espagne

### Accession au trône

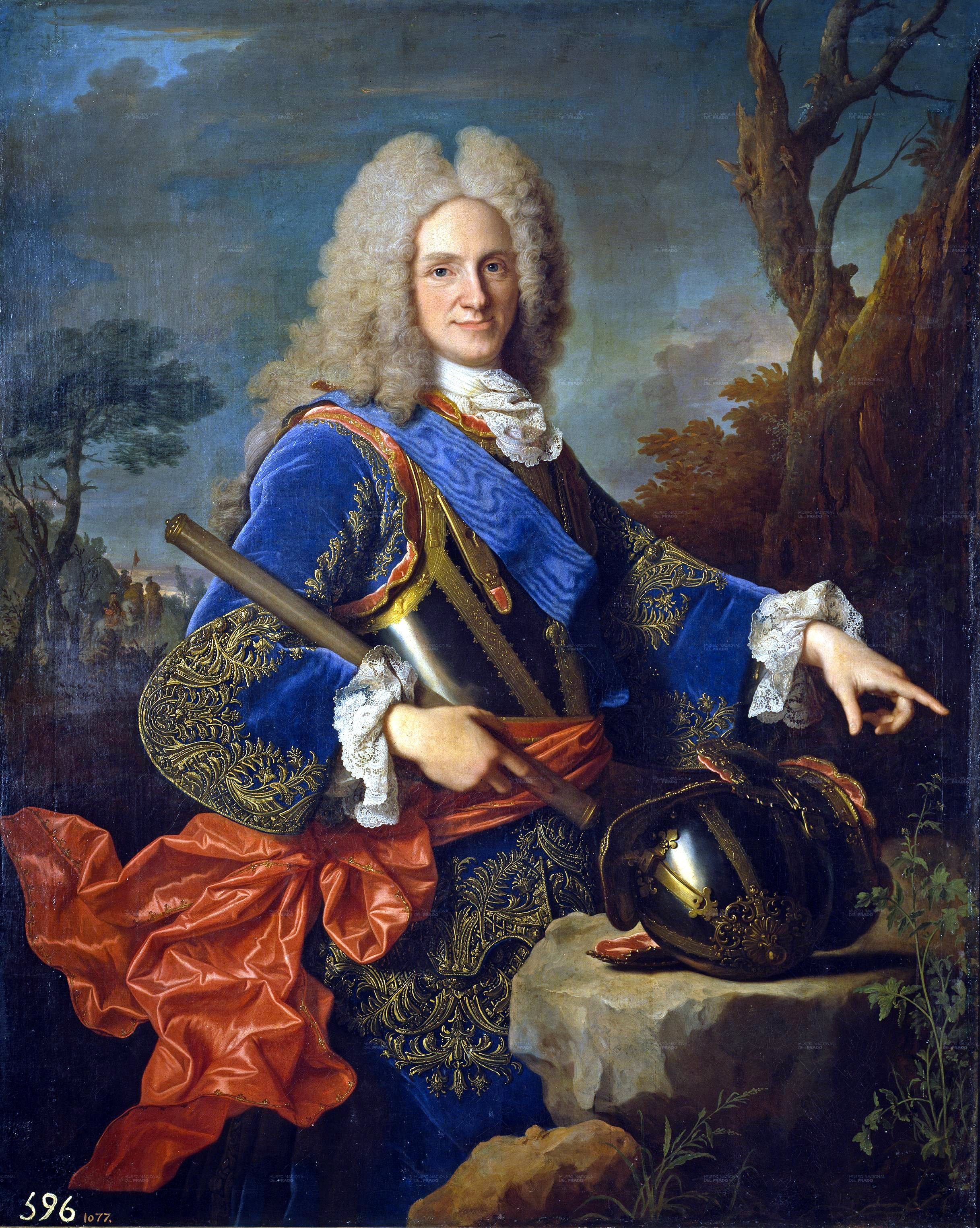
Philippe V (roi d'Espagne), fondateur de la branche des Bourbons d'Espagne.

La branche d'Anjou, dite en Espagne de Bourbon, est issue de Philippe de France, duc d'Anjou, petit-fils de Louis XIV. À la mort de Charles II, dernier souverain des Habsbourg d'Espagne, son légataire universel le duc d'Anjou est proclamé en 1700 roi d'Espagne sous le nom de Philippe V. L'opposition des Habsbourg d'Autriche, et la crainte de l'Europe de voir le royaume de France assurer sa suprématie en s'emparant de l'Empire espagnol, entraînent l'année suivante la guerre de Succession d'Espagne, à l'issue de laquelle Philippe V conserve son trône mais doit, par le traité d'Utrecht, renoncer à ses droits sur la couronne de France, faisant échouer les projets d'union de Louis XIV. Les Bourbons ont régné de 1700 à 1808, de 1814 à 1868, de 1875 à 1931 et règnent de nouveau à partir de 1975, avec Juan Carlos Ier (1975 – 2014) puis Felipe VI (depuis 2014).

### Invasion bonapartiste
En 1808, le soulèvement d'Aranjuez force Charles IV à abdiquer en faveur de son fils Ferdinand, mais ce dernier est à son tour renversé par les Français, au profit de Joseph Bonaparte. La guerre d'indépendance espagnole amène le retour des Bourbons, Ferdinand VII étant remis sur le trône. En 1873, l'avènement de la Première République espagnole se substitue à la monarchie, mais les Bourbons reviennent au pouvoir en 1875 avec Alphonse XII.

### Loi salique en Espagne?

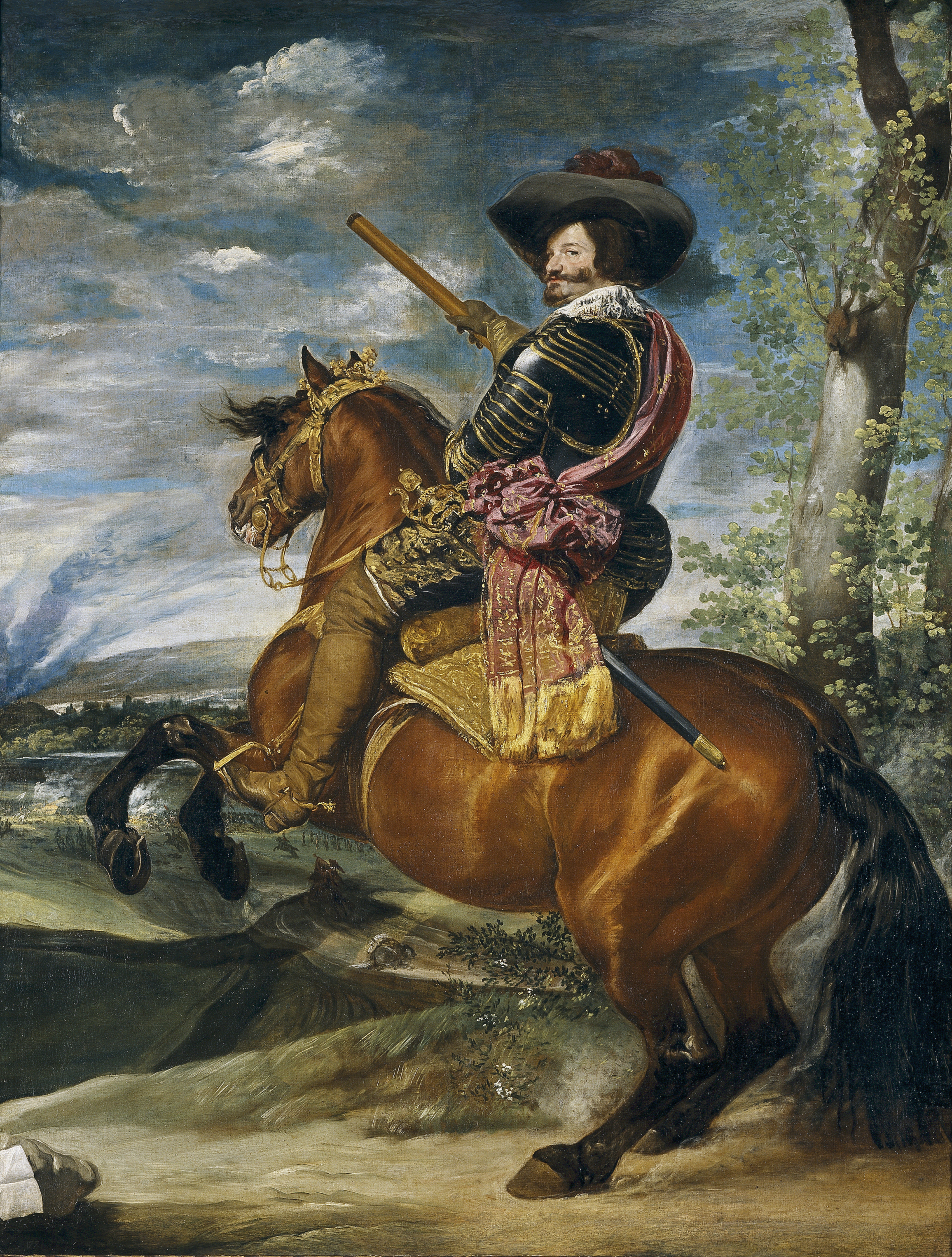
Les troubles hérités de la succession achèvent l'Espagne du Siècle d'or.

La famille royale d'Espagne s'est divisée au XIXe siècle en deux lignes rivales. La ligne masculine, issue de Charles de Bourbon, s'opposait à la ligne régnante, issue d'Isabelle II, reine d'Espagne, et de son mari le roi François d'Assise de Bourbon. Les carlistes n'acceptaient pas la succession féminine ; au nom de la loi salique, ils organisèrent plusieurs guerres civiles. La branche carliste s'est éteinte en 1936, Alphonse XIII devenant le nouvel aîné des Capétiens et des Bourbons.

### Retour de la démocratie en Espagne
Sous le règne d'Alphonse XIII, l'Espagne connaît de 1923 à 1930 la période de la dictature de Miguel Primo de Rivera. Le 14 avril 1931, la Seconde République espagnole est proclamée, et Alphonse XIII part en exil. La République est ensuite renversée par la victoire du camp nationaliste durant la guerre d'Espagne : Francisco Franco devient chef de l'État. Les prétendants à la couronne — les deux fils du dernier souverain régnant, Alphonse XIII —, l'aîné Jacques de Bourbon, duc d'Anjou et de Ségovie, et son frère cadet Juan de Bourbon, comte de Barcelone, sont cependant tenus à l'écart. Avec la loi de succession du chef de l'État de 1947, l'Espagne franquiste redevient officiellement un royaume, mais dépourvu de roi, Franco demeurant au pouvoir en tant que régent. Ce n'est que le 23 juillet 1969 que le fils aîné du comte de Barcelone, Juan Carlos de Bourbon, est officiellement désigné comme successeur du chef de l'État et institué prince d'Espagne, avec l'aval de son oncle le duc d'Anjou et de Ségovie, qui accepte ce qui est présenté par Franco (et ce que le fils aîné d'Alphonse XIII considère lui-même) non comme une restauration, mais comme une instauration de la monarchie. Juan Carlos Ier monte sur le trône le 22 novembre 1975, après la mort de Franco. Il tient ensuite un rôle décisif dans la transition démocratique espagnole.

### AuXXIesiècle
Le 18 juin 2014, le roi Juan Carlos Ier abdique, son fils le prince des Asturies lui succède sous le nom de règne de Felipe VI.
La princesse Leonor, sa fille aînée, devient princesse des Asturies et l'héritière au trône d'Espagne.

## Monarques de la maison de Bourbon
| Philippe V      | Philippe V le Brave       | 16 novembre 1700 - 14 janvier 1724 (23 ans, 1 mois et 29 jours)                                                  | Petit-fils de Louis XIV, et arrière-petit-fils de Philippe IV, choisi comme héritier par Charles II à la place de son père le dauphin Louis. Il abdique le 14 janvier 1724 en faveur de son fils aîné Louis. |
| Louis Ier       | Louis Ier le Bien-Aimé    | 15 janvier 1724 - 31 août 1724 (7 mois et 16 jours)                                                              | Fils aîné de Philippe V. Il meurt de la variole après huit mois de règne. Il était très aimé du peuple espagnol. |
| Philippe V      | Philippe V le Brave       | 6 septembre 1724 - 9 juillet 1746 (21 ans, 10 mois et 3 jours)                                                   | Il remonte sur le trône après la mort de son fils et le conserve jusqu'à sa mort. |
| Ferdinand VI    | Ferdinand VI le Sage      | 9 juillet 1746 - 10 août 1759 (13 ans, 1 mois et 1 jour)                                                         | Fils de Philippe V et de sa première épouse Marie-Louise Gabrielle |
| Charles III     | Charles III le Politique  | 10 août 1759 – 14 décembre 1788 (29 ans, 4 mois et 4 jours)                                                      | Fils de Philippe V d'Espagne et de sa seconde épouse, Élisabeth Farnèse, princesse de Parme, il fut d'abord duc de Parme et de Plaisance sous le nom de Charles Ier en 1731 à la mort de son grand-oncle, le duc Antoine Farnèse, roi de Naples en 1734 puis de Sicile en 1735 sous les noms de Charles VII (Naples) et Charles V (Sicile) (par conquête du royaume de Naples et du royaume de Sicile). |
| Charles IV      | Charles IV le Chasseur    | 14 décembre 1788 - 19 mars 1808 (19 ans, 3 mois et 5 jours)                                                      | Fils aîné de Charles III. Il est forcé d'abdiquer le 19 mars 1808 en faveur de son fils Ferdinand à la suite du soulèvement d'Aranjuez. Il doit abdiquer de nouveau le 5 mai, cette fois en faveur de Napoléon Ier. |
| Ferdinand VII   | Ferdinand VII le Désiré   | 19 mars 1808 - 6 mai 1808 (1 mois et 17 jours) 11 décembre 1813 - 29 septembre 1833 (19 ans, 9 mois et 18 jours) | Fils de Charles IV. Il est forcé d'abdiquer le 6 mai 1808 en faveur de Napoléon Ier avant de retrouver son trône en décembre 1813. |
| Isabelle II     | Isabelle II               | 29 septembre 1833 - 30 septembre 1868 (35 ans et 1 jour)                                                         | Fille aînée de Ferdinand VII. Épouse en 1846 François de Bourbon (1822-1902). S'exile après la révolution de 1868, elle abdique en 1870 en faveur de son fils Alphonse. |
| Indirectement   |                           | | |
| Alphonse XII    | Alphonse XII le Pacifique | 29 décembre 1874 - 25 novembre 1885 (10 ans, 10 mois et 27 jours)                                                | Fils aîné d'Isabelle II. Proclamé roi le 29 décembre 1874. |
| Alphonse XIII   | Alphonse XIII l'Africain  | 17 mai 1886 - 14 avril 1931 (44 ans, 10 mois et 28 jours)                                                        | Fils posthume d'Alphonse XII. S'exile après la proclamation de la Seconde République, le 14 avril 1931. Il abdique le 15 janvier 1941 en faveur de son quatrième fils, Jean de Bourbon. |
| Indirectement   |                           | | |
| Juan Carlos Ier | Juan Carlos Ier           | 22 novembre 1975 - 18 juin 2014 (38 ans, 6 mois et 27 jours)                                                     | Fils aîné de Juan de Borbón et petit-fils d'Alphonse XIII. Devient roi à la mort de Franco, le 22 novembre 1975, intronisé le 27 novembre. Il abdique le 18 juin 2014 en faveur de son fils. |
| Felipe VI       | Philippe VI               | depuis le 19 juin 2014 (10 ans et 10 mois)                                                                       | Fils aîné de Juan Carlos Ier et arrière-petit-fils d'Alphonse XIII. Devient roi après l'abdication de son père, le 19 juin 2014. |

## Chronologie et généalogie des rois bourboniens d'Espagne

### Généalogie
| | |
| - Philippe V (1683-1746), roi d'Espagne (de 1700 à 1724 — date de son abdication — et de 1724 — date de la mort de son fils aîné — à 1746) - Louis Ier (1707-1724), roi d'Espagne (en 1724) - Ferdinand VI (1713-1759), roi d'Espagne (de 1746 à 1759) - Charles III (1716-1788), roi d'Espagne (de 1759 à 1788) - Charles IV (1748-1819), roi d'Espagne (de 1788 à 1808), abdique en 1808 - Ferdinand VII (1784-1833), roi d'Espagne (en 1808 et de 1813 à 1833) - Isabelle II (1830-1904), reine d'Espagne (de 1833 à 1868), prétendante isabelliste au trône (de 1868 à 1870), lorsqu'elle renonce en faveur de son fils ; épouse de François d'Assise de Bourbon - Charles « V » (1788-1855), prétendant carliste au trône (de 1833 à 1845) puis comte de Molina, lorsqu'il renonce en faveur de son fils aîné. - Charles « VI »(1818-1861), comte de Montemolín, prétendant carliste au trône (de 1845 à 1860 et 1861) - Jean « III » (1822-1887), comte de Montizón, prétendant carliste au trône (de 1860 et 1861 à 1868), lorsqu'il renonce en faveur de son fils aîné - Charles « VII » (1848-1909), duc de Madrid, prétendant carliste au trône (de 1868 à 1909) - Blanche (1868-1949), fille de France et infante d'Espagne - Charles « VIII » (1909-1953), prétendant carliste (carloctaviste) au trône (de 1936 à 1953) - prétendants carloctavistes (maison de Habsbourg-Lorraine) - Jacques « III » (1870-1931), duc d'Anjou et de Madrid, prétendant carliste au trône (de 1909 à 1931) - Alphonse-Charles « Ier » (1849-1936), duc d'Anjou et de San Jaime, prétendant carliste au trône (de 1931 à 1936) - désigne comme « régent » un neveu de son épouse, Xavier de Bourbon (1889-1977) - prétendants carlistes xaviéristes (maison de Bourbon-Parme) - François de Paule (1794-1865), infant d'Espagne - François d'Assise (1822-1902), roi d'Espagne jure uxoris (de 1846 à 1868), époux de la reine Isabelle II - Alphonse XII (1857-1885), prétendant alphonsiste au trône (de 1870 à 1874), roi d'Espagne (de 1874 à 1885) - María de las Mercedes (1880-1904), princesse des Asturies, chef d’État intérimaire du royaume d’Espagne (de 1885 à 1886) - Alphonse XIII (1886-1941), roi d'Espagne (de 1886 à 1931), prétendant alphonsiste au trône (de 1931 à 1941) et carliste (de 1936 à 1941), lorsqu'il renonce en faveur de son troisième fils Juan de Bourbon - Jacques-Henri (1908-1975), duc d'Anjou, de Ségovie, de Tolède et de Madrid, prétendant alphonsiste et carliste au trône (de 1941 à 1969), lorsqu'il accepte la désignation de son neveu Juan Carlos Ier mais conserve la grande maîtrise de l'ordre de la Toison d'or - Alphonse (1936-1989), duc d'Anjou de Cadix - François (1972-1984) - Louis (1974), duc d'Anjou et prétendant au trône de France et de Navarre - Louis (2010), duc de Bourgogne - Alphonse (2010), duc de Berry - Henri (2019), duc de Touraine - Gonzalve (1937-2000), duc d'Aquitaine - Juan (1913-1993), comte de Barcelone, prétendant alphonsiste (et carliste jeaniste (es)) au trône (de 1941 à 1977), lorsqu'il renonce en faveur de son fils aîné Juan Carlos Ier - María del Pilar (1936-2020) - Juan Carlos Ier (1938), roi d'Espagne (de 1975 à 2014), lorsqu'il abdique - Elena (1963) - Cristina (1965) - Philippe VI (1968), roi d'Espagne (depuis 2014) - Leonor (2005), princesse des Asturies - Sofía (2007) - Margarita (1939) - Alfonso (1941-1956) - Henri (1823-1870), duc de Séville - Maison de Bourbon-Séville - Ferdinand Ier (1751-1825), roi des Deux-Siciles - Maison de Bourbon-Siciles - Philippe Ier (1720-1765), duc de Parme - Maison de Bourbon-Parme | Légende : : roi ou reine d'Espagne. : prétendant au trône d'Espagne. Gras : Chef de la Maison capétienne de Bourbon. |

## Les résidences de la famille royale d'Espagne

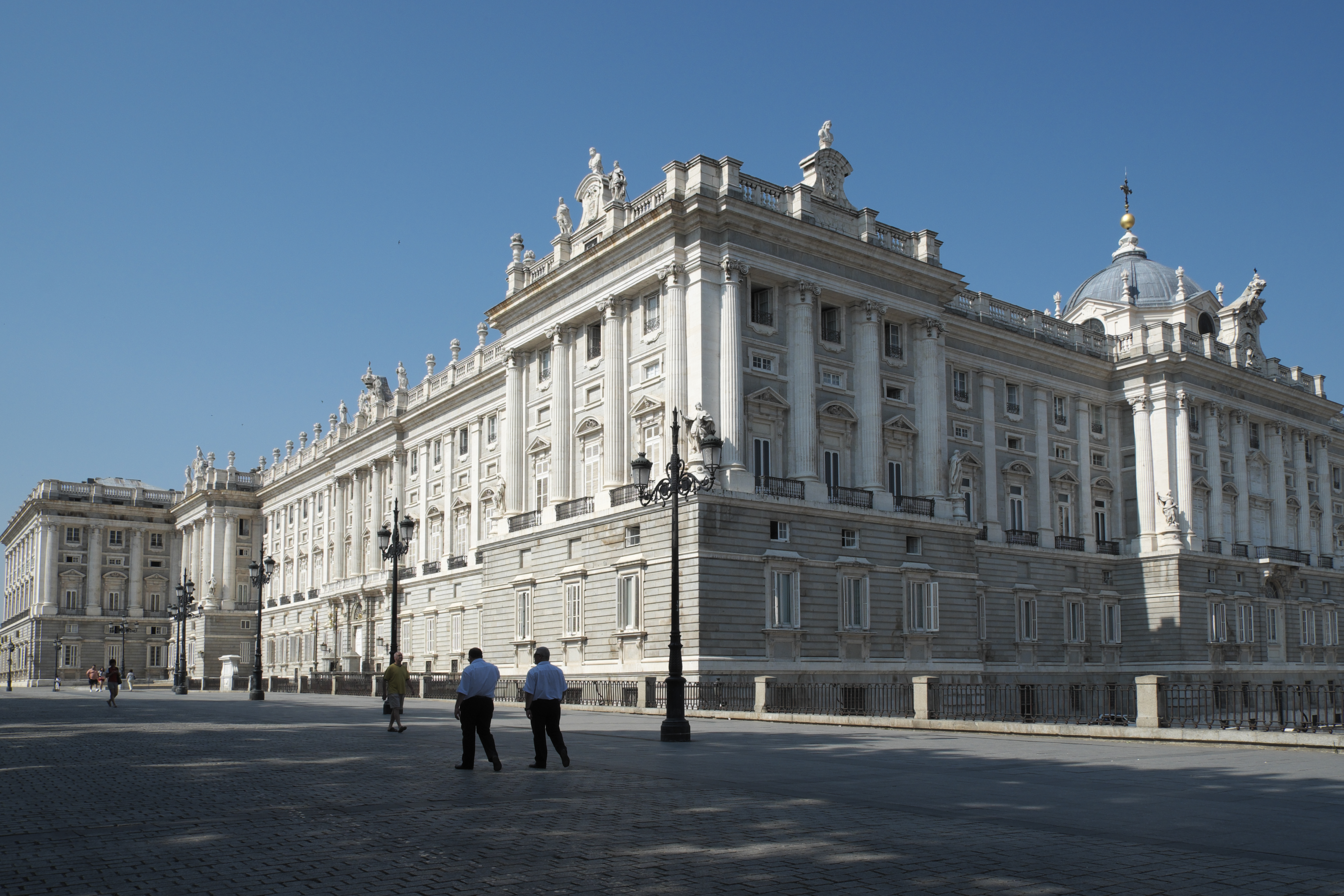
Palais royal de Madrid
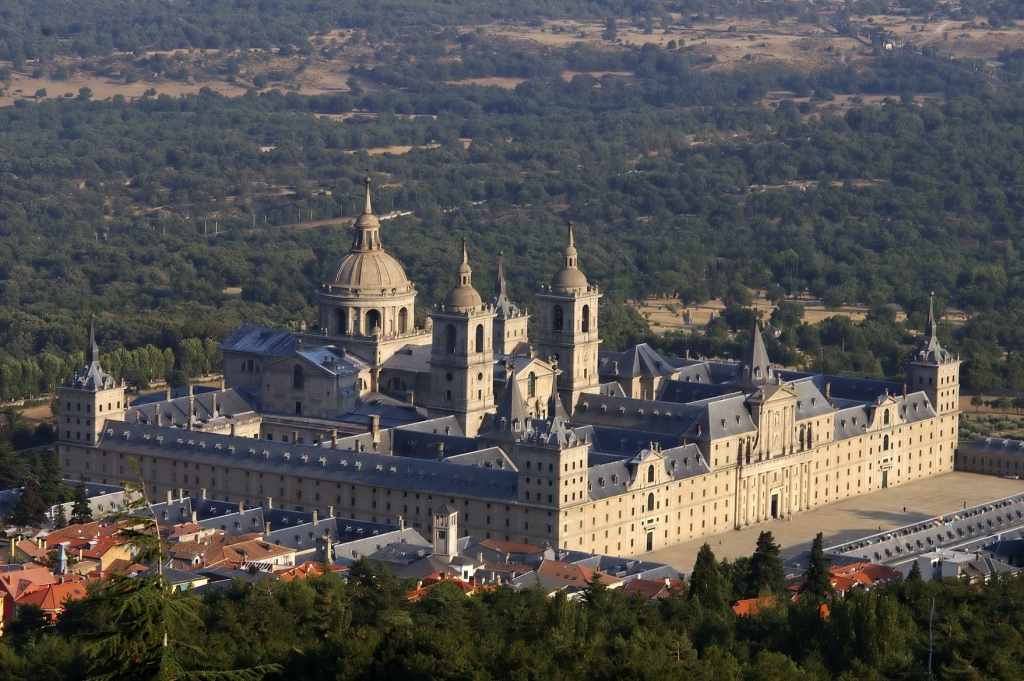
L'Escurial, nécropole des rois d'Espagne
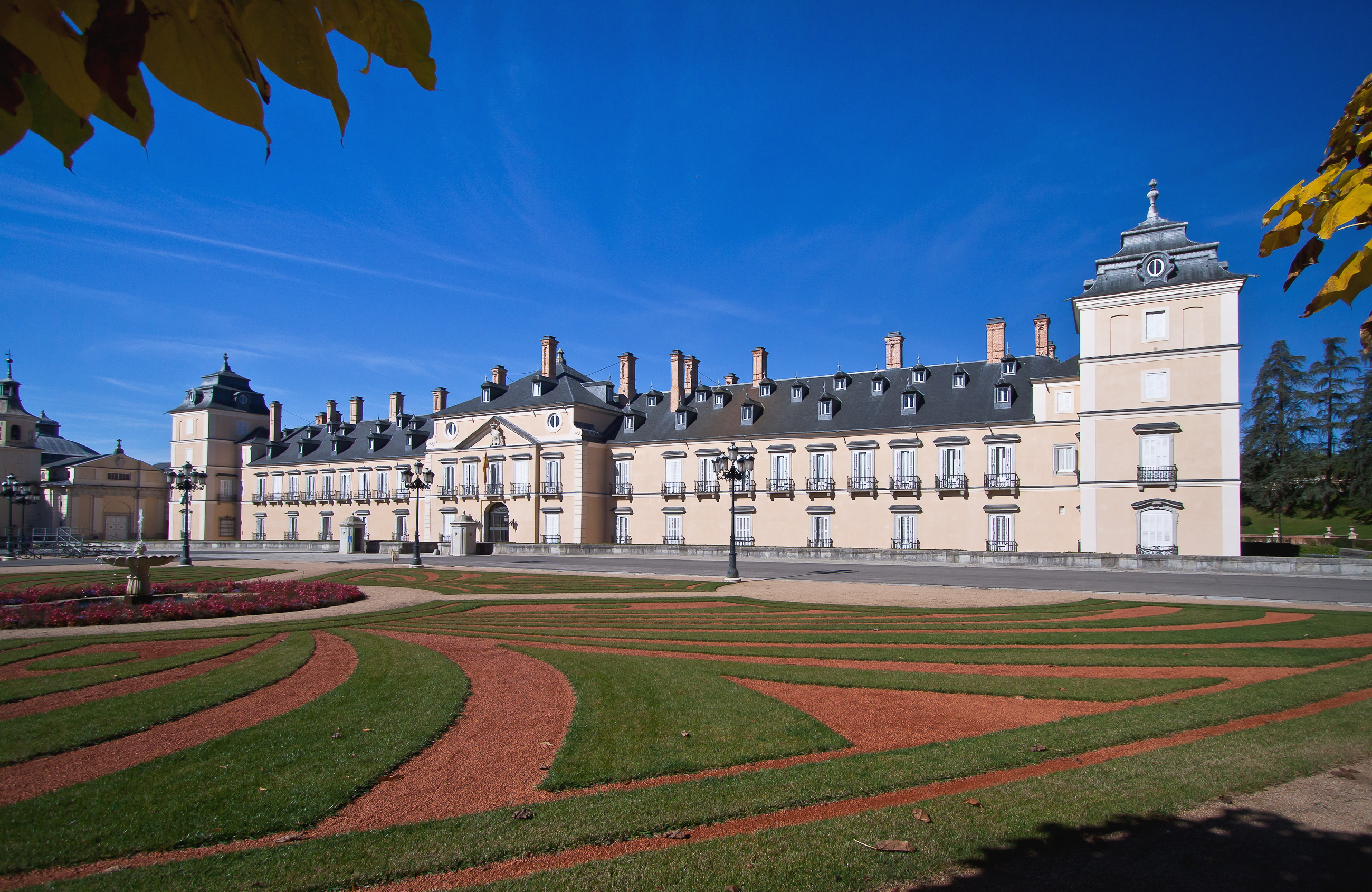
Palais du Pardo
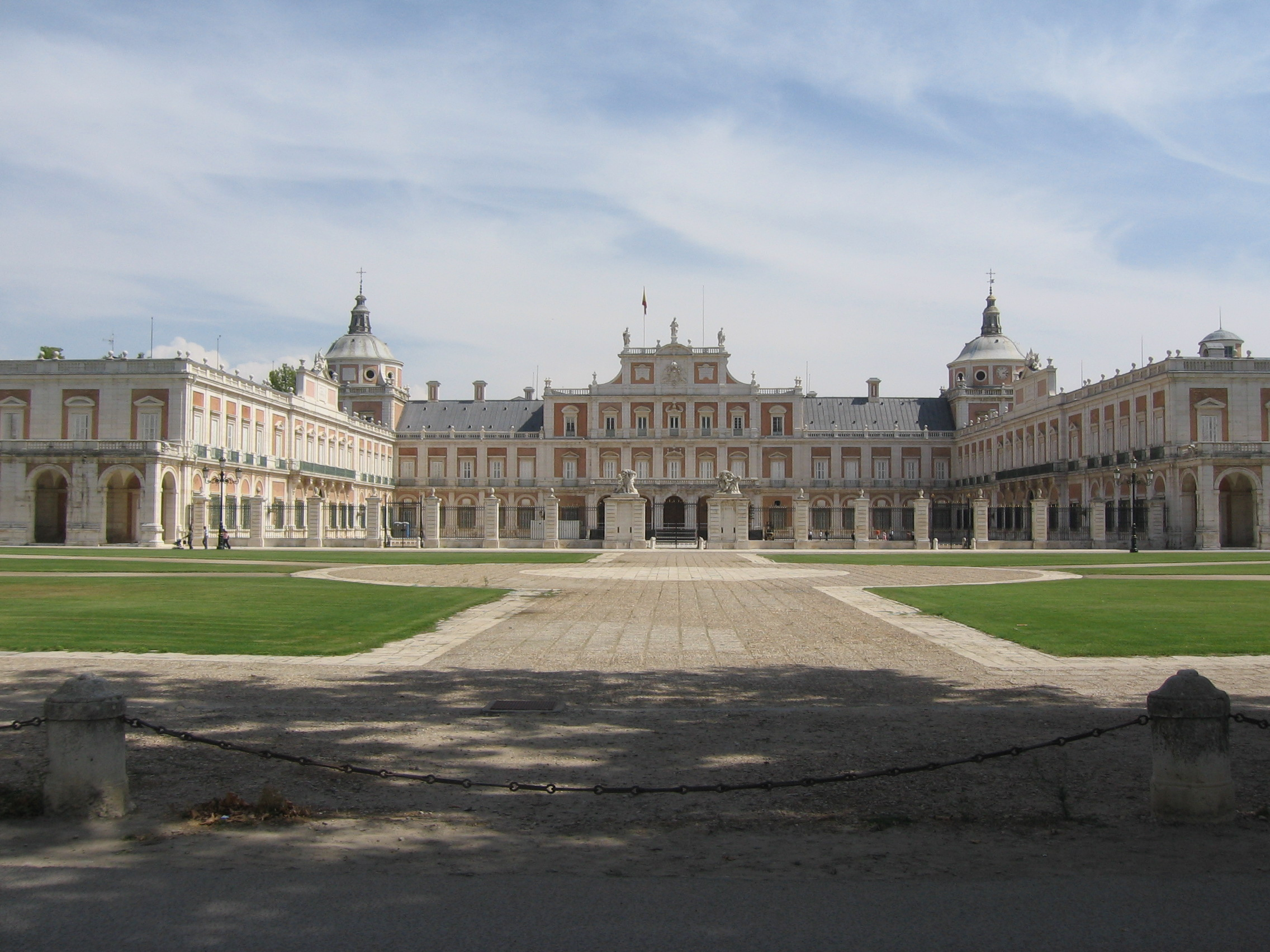
Palais royal d'Aranjuez
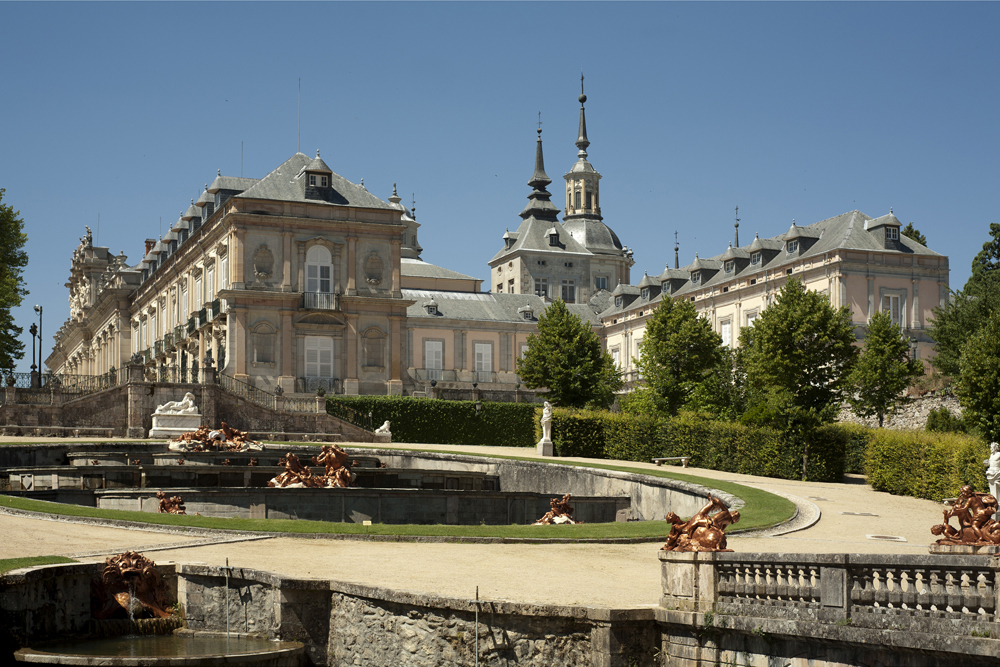
Palais royal de la Granja de San Ildefonso
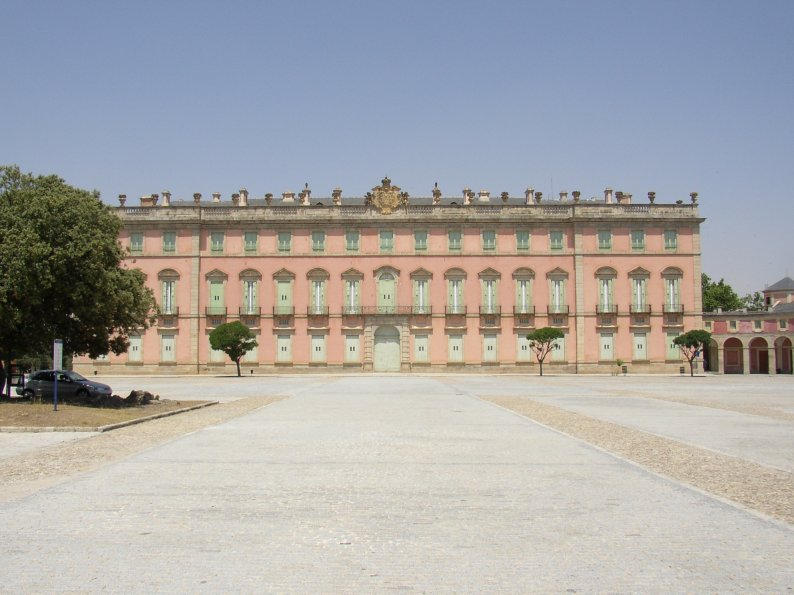
Palais royal de Riofrío
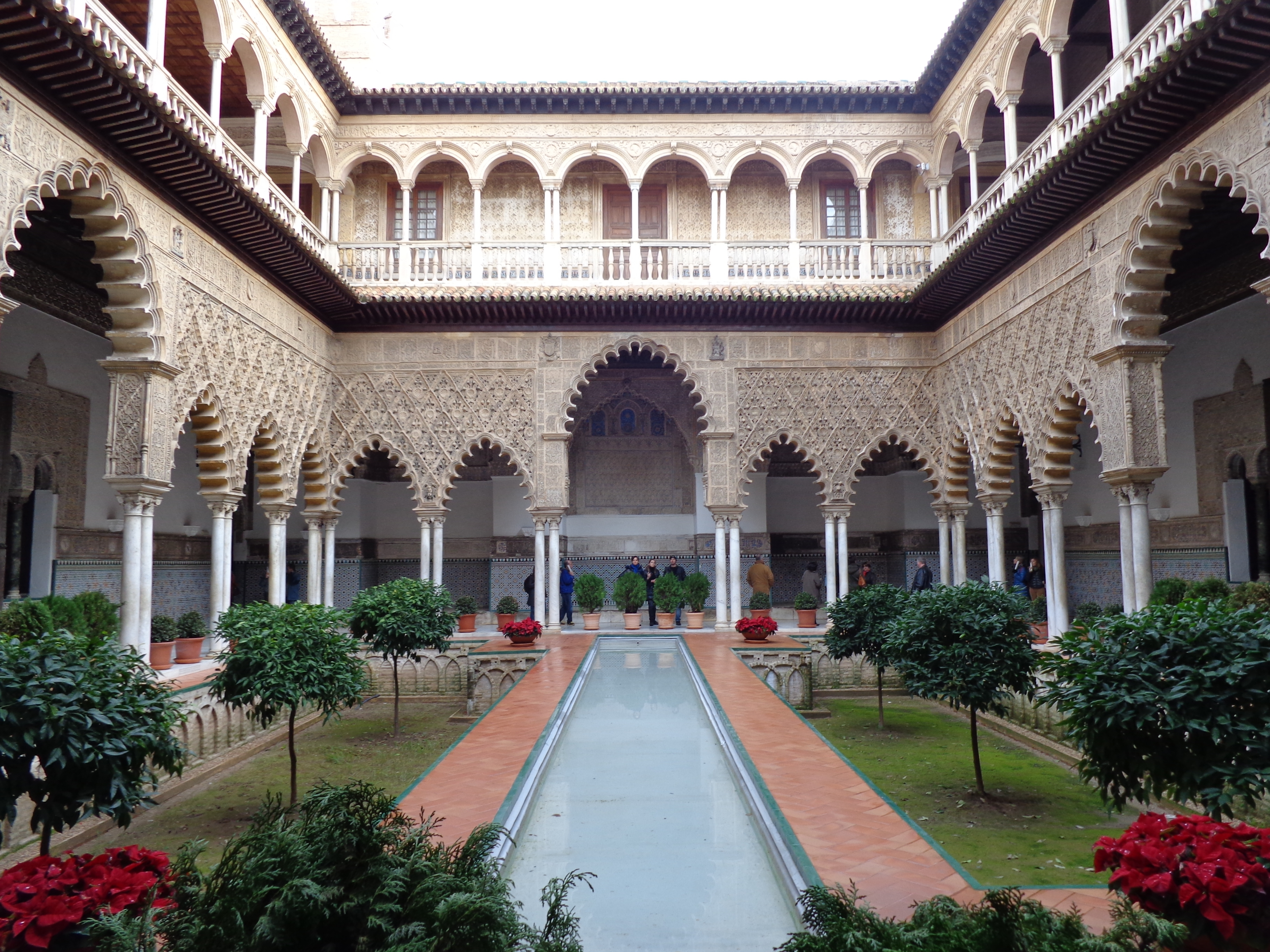
Alcazar de Séville
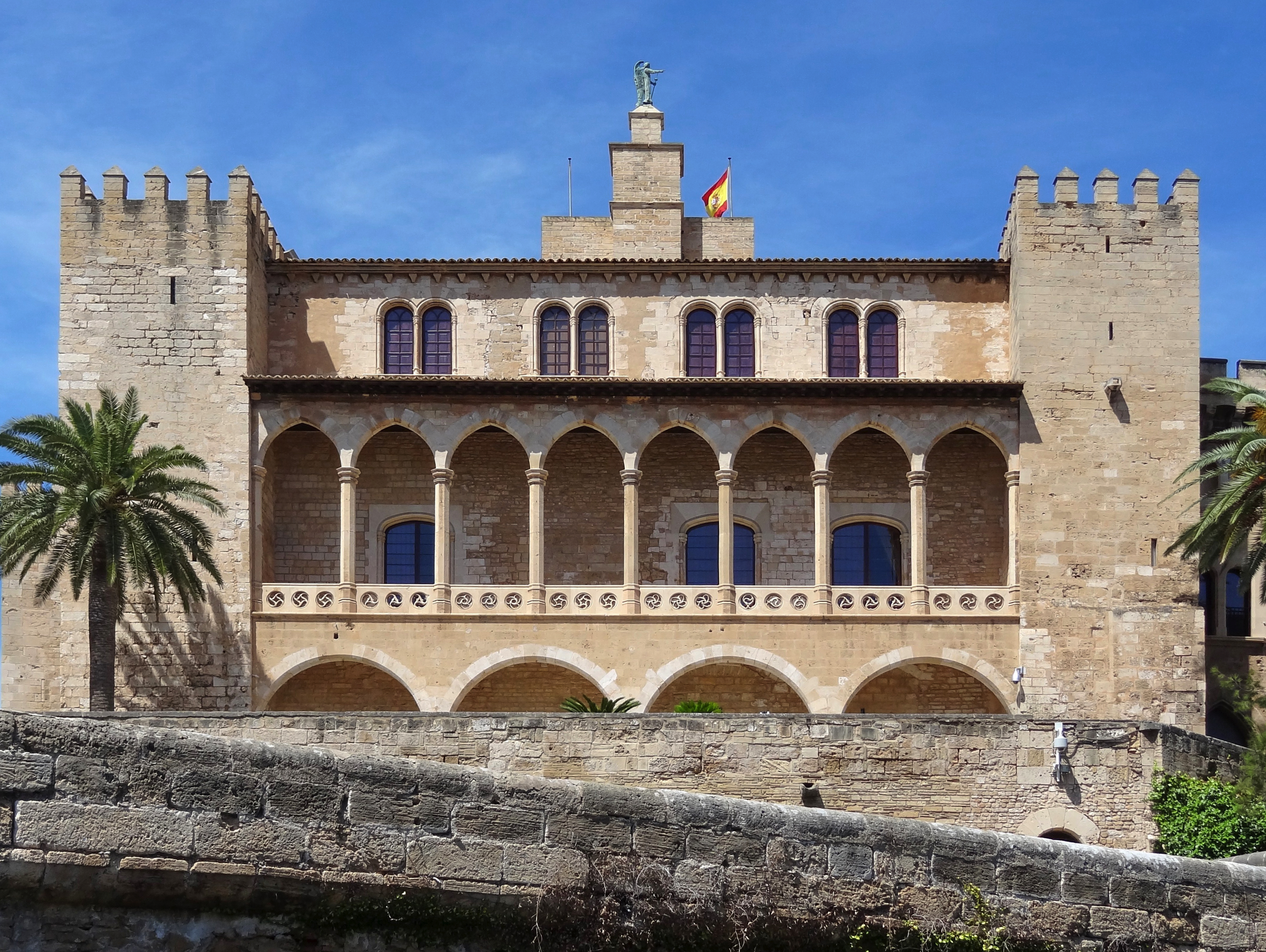
Palais royal de l'Almudaina à Palma de Majorque

## Pour approfondir